# هولدن وی‌ای کمودور

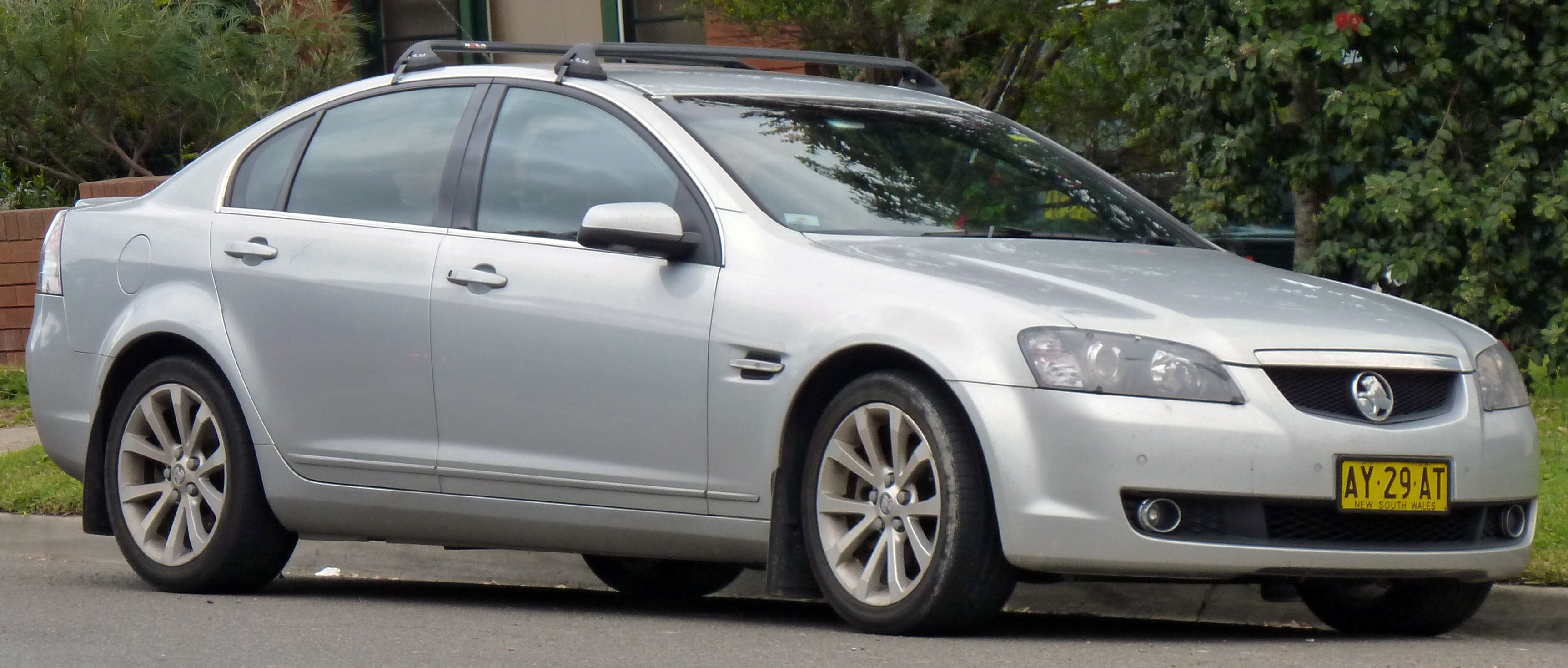

هولدن وی‌ای کمودور (Holden VE Commodore) خودرویی است که از سال ۲۰۰۶ تا کنون در استرالیا تولید شده‌است.
این خودرو در کلاس خودرو سایز بزرگ قرار گرفته و طراحی آن توزیع نیروی پیشران بوده طول آن در حالت طبیعی ۴٬۸۹۴ میلیمتر (۱۹۲٫۷ اینچ) است. سیستم جعبه‌دندهٔ آن ۶ دنده به دو صورت خودکار و دستی است.